# Kronologija Mezopotamije

## Pretpovijest
Oko ← 9000. – 8000. Uzgoj žitarica i mahunarki na Levantu – "neolitska revolucija" – na Bliskom istoku; prva trajna naselja.
Oko ← 5000. skupine koje se bave navodnjavanjem naseljavaju aluvijalnu nizinu u Mezopotamiji. Početak dobivanja i prerade bakra na Bliskom istoku.
Oko ← 4000. u Mezopotamiji se širi gradska kultura: gradnja utvrđenja i hramova od cigle (Erijud, Tel Asmar, Tel Bak). Počinje procvat elamitske civilizacije – keramika ukrašena biljnim i životinjskim elementima ucrtanim u geometrijske oblike. Početak lijevanja bronce na Bliskom istoku; prva primjena pluga.

## Sumerski period
Oko ← 3500. je početak mlađeg kamenog doba (neolita, do oko ← 2500.). U Mezopotamiji, Egiptu i dolini Inda nastaju prve visoke kulture. U Mezopotamiji u središtima najstarijih gradova nastaju prvi obredni objekti (zigurat u Uruku); pronalazak kotača i pluga.
Iz oko ← 3000. datiraju najstarije kočije s kotačima u Sumeru.
Iz oko ← 3200. datiraju najstariji čitljivi dokumenti iz Mezopotamije.
Oko ← 3000. Mezopotamiju pokoravaju Sumerani, ratnički seljački narod iz istočnih brdskih predjela. Oni osnivaju više gradova-država (među ostalima Ur, Uruk, Suza i poslije Lagaš, Mari i Babilon), kojima vladaju kraljevi kao zastupnici božanstava (teokracija). Sumerani grade terasaste hramove u čast gradskih božanstava. Zemlja se natapa pomoću kanala. Umjetnička obrada bakra, cinka i zlata.  Razvija se slikovno pismo od kojega nastaje klinasto pismo. Činovnici i pisari nadziru davanja seljaka. Pri tom se služe sustavom brojeva čije je jedinica 60 (heksadecimalni sustav). Za diobu vremena učenjaci sastavljaju mjesečev kalendar od 354 dana. U Prednjoj Aziji pronalazi se točak.
Oko ← 3000. – 2500. "Ep o Gilgamešu", rana Sumerska herojska priča.
← 2400. u Ebli (Sirija) razvija se književnost na lokalnom semitskom eblanskom jeziku. Bogata proizvodnja posuđa, nakita, brončanog oružja i amuleta od bjelokosti.

## Akadski period
Oko ← 2300. istočnosemitski kralj Sargon I. osvaja sumerske gradove-države i prodire sve do Crnog mora. 
← 2296. Akad (Agada) postaje glavnim gradom Carstva kojim Sargon I. centralizirano upravlja uz pomoć činovnika i raspolaže stalnom vojskom. Oko ← 2150. to carstvo osvajaju iranski narodi.
Oko ← 2125. Gudea vlada u Mezopotamiji.
Oko 2060. – 1950. Treća dinastija Ur-a vlada Sumerom; veliki kulturni napredak.
Oko ← 2000. Hetiti prodiru u Anatoliju i osnivaju carstvo (do ← 1650.). 
← 1894. na obalama Eufrata osniva se Babilon (Babli = Božje dveri).
← 1749. Šamšidad osniva asirsku državu.

## Babilonski period
← 1728. – 1686. Kralj Hamurabi određuje Babilon za glavni grad Mezopotamije i piše svoj "zakonik" (oko ← 1760.) - strogo zakonodavstvo na osnovi načela: "Oko za oko, zub za zub". Procvat matematike: uporaba cijelih brojeva, razlomaka i kvadratnih korijena; gradnja kanala; napredovanje trgovine i obrta, vrijeme procvata babilonske književnosti: napisan je "Ep o Gilgamešu".
← 1530. Hetiti razaraju Babilon. Hetitsko klinasto pismo u Anatoliji.
Oko ← 1500. u Ugaritu (Sirija) nalazimo prvi primjer alfabetskog pisma koje se sastoji od 28 slova.
Oko ← 1420. pod Tudhalijaom I. počinje se širiti hetitska država (do ← 1200.). Hetiti u Armeniji usavršavaju tehniku kovanja željeza.
Oko ← 1350. Ašurubalit I. osniva Asirsko Carstvo (do ← 612.).
Oko ← 1250. po predaji egzodus Židova iz Egipta i naseljavanje u Palestini.
Oko ← 1200. Prevlast u pomorstvu i trgovini na Sredozemlju preuzimaju Feničani (centar Tir). Hatuša, grandiozna prijestolnica Hetitskog carstva, ruši se pod najezdom "Naroda s mora". Širenje židovske religije (obožavanje Jahve); Zaratustra, perzijski prorok, objavljuje svoje učenje o dobrom i zlom duhu koji se bore da pridobiju čovjeka. Čovjek se mora odlučiti kojeg će slijediti.
Oko ← 1100. Feničani se počinju širiti Sredozemljem (do ← 700.), do ← 600. oplovljavaju afrički kontinent. Iz slikovnog pisma Feničani razvijaju alfabet kao vodoravno pismo (temelj svih suvremenih europskih pisama). U Maloj se Aziji širi upotreba sedla te konja kao jahaće životinje.
← 1025. nastaje Izraelsko kraljevstvo. Kralj David uspostavlja monarhiju (← 1000. – 961.), a za njegova sina Salomona je legendarno vrijeme mira, pravde i stabilnosti.
Oko 1000. Hebreji u Palestini prihvaćaju monoteizam.

## Asirski period
← 930. – 608. semitski Asirci u užasnom ratu pokoravaju Mezopotamiju (glavne gradove: Ašur i Ninivu). Babilon je osvojen; Siriju i Palestinu s vremena na vrijeme osvaja Egipat. 
Oko ← 900. osnutak kraljevstva Meroe.
Oko ← 840. uspon države Urartu.
← 814. prema predaji, Feničani osnivaju Kartagu.
Oko ← 750. Amos, prvi veliki prorok u Kraljevstvu Izrael.
← 721. Asirci pod kraljem Sargonom II. osvajaju Samariju. Asirska vojna premoć traje do ← 705.
← 671. Asirci pokoravaju Egipat; početak obrade željeza.
← 668. – 627. pod Asurbanipalom asirsko kraljevstvo doživljava svoje najveće širenje.
Oko ← 650. Prvi kovani novac: Lidija (Mala Azija).
← 612. Medijci i Babilonci razaraju Ninivu; pad Novoasirskog Carstva.

## Novobabilonski period
← 586. Kralj Nabukodonozor II., koji je Babilon ponovo učinio snažnom državom (do ← 539.), razara jeruzalemski hram i vodi Židove u "babilonsko sužanjstvo". Neznatan dio njih vraća se ← 583. u Palestinu.
Oko ← 580. širi se Zaratustrino učenje u Perziji.
← 550. Zaratustrino učenje postaje službena religija u Perziji. Perzijanci pod kraljem Kirom Velikim pobjeđuju Astijagovo Medijsko Carstvo, zatim Krezovu Lidiju u Maloj Aziji, te cijelo područje Velikog Irana.
← 540. Deuteroizaija (Izaija), židovski prorok djeluje za vrijeme ropstva u Babilonu.

## Perzijski period
← 539. Kir Veliki osvaja Babilon, a Darije I. Veliki vlada od Inda do Nila. Oko 520. Darije Veliki završava kanal koji povezuje Nil s Crvenim morem. Ahemenidska dinastija u Perziji prenosi prehrambeno bilje (rižu, breskvu, marelicu, itd.) u Zapadnu Aziju.
← 500. ustankom grčkog grada Mileta protiv vladavine perzijskog vladara Darija I. Velikog započinju grčko-perzijski ratovi (do ← 449.: ← 494. Perzijanci pokoravaju Milet i guše jonski ustanak; ← 490. Poraz perzijske vojske koja se iskrcala kod Maratona od Atenjana pod vodstvom Miltijada; ← 486. U Perziji nakon Darijeve smrti car postaje Kserkso I. (Xerxes). On se priprema za konačno pokoravanje Grka; ← 485. Kserks vodi jaku vojsku prema Grckoj preko Helesponta; njegova flota preuzima bocnu zaštitu s mora; Spartanski kralj Leonida i 300 ratnika brane klanac kod Termopila; oni su međutim zaobiđeni; pogiba i posljednji čovjek; Pomorska bitka kod Salamine; Atenu, koju je stanovništvo napustilo razaraju Perzijanci; ipak Temistoklo uspijeva namamiti velike perzijske brodove u uvalu pred gradom gdje ih uništavaju pokretne grčke trireme; ← 448. Sporazum o miru između Grčke i Perzije. Perzijsko Carstvo odustaje od prevlasti nad grčkim polisima u Maloj Aziji i od prava na trgovanje u Egejskom moru.
← 413. Spartanci sklapaju sporazum s Perzijom kako bi osvojili Atenu.
← 386. perzijski veliki kralj Artakserkso II. koristi se razdorom i političkom razjedinjenošću Grka i diktira im Kraljevski mir, kojim svi maloazijski gradovi potpadaju pod Perzijsko Carstvo.

## Helenistički period
← 334. Aleksandar prelazi preko Helesponta s makedonsko-grčkom vojskom. Pobjeda nad Perzijancima na rijeci Graniku.
← 333. Aleksandar pobjeđuje perzijskog kralja Darija III. u bitci kod Isa.
← 330. Posljednji ahemenidski kralj Darije III. biva ubijen u bijegu pred Aleksandrom. Aleksandar kažnjava ubojicu, uzima u zaštitu carevu obitelj i proglašava se nasljednikom perzijskih vladara. Namjera da Makedonce, Grke i Perzijance pretvori u jedan narod.
← 312./311. Početak seleukidskog doba; prvi neprekidan sustav računanja vremena.
← 238. Arsak I. otima Partiju od Seleukida. Partsko Carstvo će kroz brojne sukobe s Rimljanima i nomadima trajati do 224.
← 64. Rimski vojskovođa Pompej Veliki osvaja Siriju; kraj Seleukidskog Carstva.

## Partski period
← 53. Bitka kod Harana; Partsko Carstvo pobjeđuje Rimljane.
Oko ← 5. rođen Isus Krist.
46-57. Misionarska putovanja sv. Pavla.
70. Rimljani razaraju židovski hram u Jeruzalemu.
97. Kineski izaslanik Kan Ying posjećuje Perziju.
Oko 100. razvija se tehnika puhanja stakla u Siriji.
116. Rimski car Trajan dovršava osvajanje Mezopotamije.
132. Židovski ustanak protiv rimske vlasti dovodi do dijaspore Židova.
Oko 200. Dovršen Zbornik židovskih zakona.

## Sasanidski period
224. Partski guverner Ardašir (do 240.) ruši Artabana V., posljednjeg partskog kralja i utemeljuje Sasanidsku dinastija u Perziji.
242. – 272. najveći sasanidski vladar, Šapur I., gradi svoju palaču u Ktezifontu pokraj Babilona.
540. Hozroje I. opustošuje Antiohiju.
611. Perzijska vojska osvaja Antiohiju i Jeruzalem te pokorava Malu Aziju (do 626.)
622. Muhamedova hidžra: početak islamskog kalendara.
628. Heraklije pobjeđuje Perzijance kod Ninive.
632. Umire Muhamed: počinje arapsko širenje.

## Poveznice
Drevna Mezopotamija
Stari vijek